# Iftah Ziv
Iftah Ziv (in ebraico יפתח זיו‎?; Haifa, 9 luglio 1995) è un cestista israeliano.

## Palmarès

### Squadra
- Campionato israeliano: 1

Maccabi Tel Aviv: 2022-2023
- Coppa di Lega israeliana: 2

Maccabi Tel Aviv: 2021, 2022

### Individuale
- All-Israeli League First Team: 1

Hapoel Gilboa Galil Elyon: 2020-21